# بالرین اودرایو
بالرین اودرایو (انگلیسی: Ballerina Overdrive) یک فیلم اکشن و دلهره‌آور آمریکایی آماده اکران به کارگردانی ویکی جوسون و نویسندگی کیت فروند است.

## داستان
یک گروه رقص باله پس از خراب شدن اتوبوس‌شان در مسیر مسابقه رقص، باید برای جان خود فرار کنند.

## تولید
این فیلم در فوریه ۲۰۲۳ معرفی شد و ویکی جوسون قرار است کارگردانی کند و لینا هیدی، یارا شهیدی، ایزابلا مونر، لانا کاندر، میلیسنت سیموندز و آیریس آپاتو بازیگران آن هستند. انتظار می‌رفت فیلمبرداری در بهار ۲۰۲۳ در صربستان انجام شود.
تولید تا اوت ۲۰۲۴ به تعویق افتاد و در بوداپست آغاز شد و هیدی، شهیدی و مونر از فیلم خارج شدند. مدی زیگلر، آوانتیکا و اوما تورمن به جای آنها به بازیگران اضافه شدند. فیلمبرداری در اکتبر به پایان رسید.